# Лий Чайлд
Джим Грант, с псевдоним Лий Чайлд (на английски: Lee Child), е британски писател на трилъри, автор на поредицата романи с главен герой бившия военен полицай Джак Ричър.

## Биография
Джим Грант е роден на 29 октомври 1954 г. в Ковънтри, Англия. Четиригодишен се мести, заедно с родителите си и тримата си братя, в Бирмингам. Баща му е бил държавен служител, а по-малкият му брат Андрю Грант става също писател на трилъри. Грант завършва с отличие „Право“ в Университета в Шефилд през 1977 г., като по време на следването си е играл в университетския театър.
Вместо да работи по специалността си, през същата година започва работа в телевизия „Гранада“ в Манчестър, първо като технически асистент, а по-късно като директор на продукция. Там работи по сериали като Brideshead Revisited (с участието на Джеръми Айрънс и Лорънс Оливие), Jewel in the Crown, Prime Suspect (Хелън Мирън) и Cracker (Роби Колтрейн), пише сценарии за реклами, новини, отразява Фолкландската война и операция „Пустинна буря“. През 1995 г. е съкратен вследствие на преструктурирането на компанията за намаляване на разходите.
До 1997 г. работи като синдикален организатор в супермаркет. През 1998 г., след издаването на първия си роман, Джим Грант се мести със съпругата си Джейн (природозащитничка, за която е женен от 1975 г.) и дъщеря си Рут в апартамент в Манхатън, Ню Йорк, САЩ, което е негова стара мечта.
Отказвайки да напусне сферата на развлекателната индустрия, Джим Грант решава да започне да пише книги, „защото те са най-чистата форма на забавление“, „а само четенето им не е 100% удовлетворяващо“. Първоначално не изявява кой знае какви амбиции, свързани с новото му поприще. В едно свое интервю той казва: „Мислех си, че мога да залъжа някой редактор за една-две години, докато реша с какво да се занимавам по-нататък.“ Първият му роман, „Място за убиване“ (Killing Floor), започна още преди да бъде съкратен и е публикуван през 1997 г. под псевдонима „Лий Чайд“. Той е приет добре от критиката и печели награди „Anthony“ и „Barry“ за най-добър първи роман. От тогава ежегодно през месец април на пазара се появява по една книга с главен герой бившия американски военен полицай Джак Ричър, който се скита мълчаливо из Съединените щати. Чрез „зен“ професионализма си и дедуктивната си логика Ричър всеки път надхитрява противниците си. Името „Ричър“ е по идея на жена му и идва от „висок помощник“ в супермаркет, тъй като и самият писател е висок (1.93 m). Някои от романите дори са писани в първо лице. В гореспоменатото интервю Чайлд заявява, че смята да напише общо 21 книги от тази поредица.
Грант често ползва реални истории и престъпления, които интерпретира в романите си. Действието им се развива в САЩ – от една страна заради големия американски книжен пазар, а от друга – защото тази страна предлага повече локации, които могат да бъдат посетени от главния герой. През 2009 г. Гранд учредява наградата „Джак Ричард“ за студентите от Университета в Шефилд.
При гостуването си в Шоуто на Слави Чайлд обещава на Слави Трифонов да го включи в някой свой роман. В книгата „Врагът“ Трифонов е прототип на сержанта от отряд „Делта“ Слави Трифонов, бивш полковник от българската армия, обвинен в убийството на генерал, който изпълнява секретна мисия.
През 2012 г. е филмиран романът „Един изстрел“ със заглавие „Джак Ричър“ и с участие в главната роля на Том Круз. Закупени са правата за филмиране и на други романи.
През 2007 г., с благотворителна цел, съвместно с още 14 автори, под редакцията на писателя Джефри Дивър, пишат трилъра „Ръкописът на Шопен“ (The Chopin Manuscript) в 17 части, който е записан като аудио книга от актьора Алфред Молина. Обявен е за аудиокнига на 2008 г. През 2009 г., по същата схема с оше 15 писатели, участва в написването на продължението на „Ръкописът на Шопен“ – The Copper Bracelet", а записът е направен отново от Алфред Молина. Двата аудиоромана са отпечатани през 2010 г. със заглавието „Watchlist“.
Книгите му са издадени в повече от 35 страни и са преведени на 27 езика.
През 2009 г. той е избран за президент на Асоциацията на писателите на криминални романи в САЩ.
Сега семейството на Грант, както и малкото куче Джени, живее в Уестчестър Каунти, Ню Йорк. Другите две места, в които той живее са са вилата му в Южна Франция и „който и да е самолет, в който пътува между двата си имота“. Любимите му занимания са четене, слушане на музика и гледане на мачове на Астън Вила, Олимпик Марсилия и Ню Йорк Янкис. Често ходи на обиколки, за да благодари на своите почитатели и да представи новите си книги.

### Самостоятелни романи
- Inherit the Dead (2013) – с Ч. Дж. Бокс, Мери Хигинс Кларк, Джон Конъли, Шарлейн Харис, Джонатан Сантлоуфър и Лайза Унгър

### Серия „Джак Ричър“ (Jack Reacher)
1. Killing Floor (1997) – награди „Антъни“, „Бари“
Място за убиване, изд. „Обсидиан“ София (1998), прев. Любомир Николов
2. Die Trying (1998)
Труден за убиване, изд. „Обсидиан“ София (1998), прев. Любомир Николов
3. Tripwire (1999)
Сигнал за опасност, изд. „Обсидиан“ София (1999), прев. Владимир Германов
4. Running Blind (2000) – издаден и като „The Visitor“
Лесни за убиване, изд. „Обсидиан“ София (2000), прев. Владимир Германов
5. Echo Burning (2001)
Смъртоносна жега, изд. „Обсидиан“ София (2001), прев. Любомир Николов
6. Without Fail (2002)
Покушението, изд. „Обсидиан“ София (2002), прев. Боян Дамянов
7. Persuader (2003)
Сметки за разчистване, изд. „Обсидиан“ София (2003), прев. Боян Дамянов
8. The Enemy (2004) – награда „Бари“
Врагът, изд. „Обсидиан“ София (2004), прев. Боян Дамянов, предистория случила се 8 години преди „Място за убиване“
9. One Shot (2005)
Един изстрел, изд. „Обсидиан“ София (2012), прев. Боян Дамянов
10. The Hard Way (2006)
По трудния начин, изд. „Обсидиан“ София (2006), прев. Богдан Русев
11. Bad Luck and Trouble (2007)
Лош късмет и неприятности, изд. „Обсидиан“ София (2007), прев. Богдан Русев
 Лош късмет и неприятности, изд. „Рийдърс Дайджест“ София (2009), прев. Богдан Русев
12. Nothing to lose (2008)
Нищо за губене, изд. „Обсидиан“ София (2008), прев. Богдан Русев
13. Gone Tomorrow (2009)
Утре ме няма, изд. „Обсидиан“ София (2009), прев. Владимир Германов
14. 61 Hours (2010)
61 часа, изд. „Обсидиан“ София (2010), прев. Веселин Лаптев
15. Worth Dying For (2010)
Време за умиране, изд. „Обсидиан“ София (2010), прев. Веселин Лаптев
15.5. Second Son (2011) – разказ
16. The Affair (2011)
Аферата, изд. „Обсидиан“ София (2011), прев. Веселин Лаптев, предистория случила се непосредствено преди „Място за убиване“
16.5. Deep Down (2012) – разказ
17. A Wanted Man (2012)
Издирваният, изд. „Обсидиан“ София (2012), прев. Веселин Лаптев 
 17.5. High Heat (2013) – разказ
18. Never Go Back (2013)
Не се връщай, изд. „Обсидиан“ София (2013, 2016), прев. Веселин Лаптев 
18.5. Not a Drill (2014) – разказ
19. Personal (2014)
Нещо лично, изд. „Обсидиан“ София (2014), прев. Веселин Лаптев 
 19.5. Small Wars (2015) – разказ
20. Make me (2015)
Накарай ме, изд. „Обсидиан“ София (2015), прев. Богдан Русев
21. Night School (2016)
Вечерен курс, изд. „Обсидиан“ София (2016), прев. Милко Стоименов, предистория случила се непосредствено преди „Аферата“
21.5 No Middle Name (2017)
Без второ име, изд. „Обсидиан“ София (2017), прев. Милко Стоименов
22. The midnight line (2017)
Точно в полунощ, изд. „Обсидиан“ София (2017), прев. Милко Стоименов
22.5 The Christmas Scorpion (2018)
23. Past Tense (2018)
Минало време, изд. „Обсидиан“ София (2018), прев. Милко Стоименов
23.5 The Fourth Man (2019)
24. Blue Moon (2019)
Едно на милион, изд. „Обсидиан“ София (2019), прев. Милко Стоименов
25. The Sentinel (2020) – Стражът /с Андрю Грант[3].
26. Better Off Dead (2021)  - По-добре мътрви, изд. "Обсидиан" София (2021), прев. Милко Стоименов
27. No Plan B (2022) - Без План Б, изд. "Обсидиан" София (2022), прев. Милко Стоименов
28. The Secret (2023) - Тайната, изд. "Обсидиан" София (2023), прев. Милко Стоименов

### Серия „Джак Ричър и Уил Трент“ (Jack Reacher and Will Trent) – сКарин Слотър
1. Cleaning the Gold (2019)

### Участие в общи серии с други писатели

#### Серия „Харолд Мидълтън“ (Harold Middleton)
1. The Chopin Manuscript (2008) – Джефри Дивър, Дейвид Хюсън, Джоузеф Файндър, С. Джей Роузан, Ерика Спиндлър, Джон Рамзи Милър, Дейвид Корбет, Джон Гилстрап, Джим Фусили, Питър Шпигелман, Ралф Пезуло, Джеймс Грейди, П. Дж. Париш, Лайза Скоталайн
Ръкописът на Шопен, изд.: ИК „Бард“, София (2010), прев. Елена Чизмарова
2. The Copper Bracelet (2010) – Лайза Скоталайн, Дейвид Корбет, Джефри Дивър, Джим Фусили, Джон Гилстрап, Джеймс Грейди, Дейвид Хюсън, Джон Рамзи Милър, П. Дж. Париш, Ралф Пезуло, С. Джей Роузан, Питър Шпигелман, Джоузеф Файндър, Брет Батълс и Ерика Спиндлър
3. Watchlist (2010) – Линда Барнс, Брет Батълс, Гейл Линдс, Дейвид Корбет, Джефри Дивър, Джим Фусили, Джон Гилстрап, Дейвид Хюсън, Джон Ланд, Дейвид Лис, Джоузеф Файндър, П. Дж. Париш, Джеймс Фелън, Лайза Скоталайн и Джени Силър

### Новели
- Public Transportation (2014)
- Good and Valuable Consideration (2014) – с Джоузеф Файндър

### Разкази
- James Penney's New Identity (Новата самоличност на Джеймс Пени) (1999, ред. 2006)
- The Snake Eater by the Numbers
- Ten Keys
- The Greatest Trick of All
- Everyone Talks (2012)
- Deep Down (Дълбоко в себе си) (2012)
- High Heat (2013)
- Not a Drill (2014)